# Karenites
Karenites es un género de terápsido terocéfalo extinto del Pérmico tardío en Rusia. Su única especie es Karenites ornamentatus, denominada en 1995. Se conocen varios especímenes fósiles del pueblo de Kotelnich en el Óblast de Kírov.

## Descripción
Karenites es conocido a partir de un esqueleto holotipo parcial, dos cráneos parciales, y huesos aislados de la mandíbula. Aunque incompletos, los cráneos han preservado ciertas estructuras pequeñas y delicadas tales como cornetes nasales en el interior del cráneo y el hueso estribo del oído. El cráneo del Karenites mide unos 10 cm de largo, con el hocico mucho más largo que la región temporal del cráneo detrás de las órbitas oculares. Visto desde arriba, el cráneo es triangular. El hocico es basto, y el cráneo de ensancha hacia el occiput o margen posterior. Dos grandes aberturas detrás de la abertura ocular denominados fosas temporales ocupan la mayor parte de la parte posterior del cráneo. Entre estas fosas se encuentra una estrecha cresta sagital. Enfrente de esta cresta, los huesos de la tapa del cráneo poseen pequeñas irregularidades y bordes para alojar conductos sanguíneos. Algunos especímenes incluyen partes del anillo esclerótico, un anillo de hueso inserto en el ojo.